# Willard Libby
Willard Frank Libby (17. prosince 1908 – 8. září 1980) byl americký fyzikální chemik, který objevil a významně zdokonalil tzv. radiokarbonovou metodu datování, která způsobila revoluci v archeologii. Za to také získal roku 1960 Nobelovu cenu za chemii. Objevil též, že za pomoci tritia lze určovat stáří vody, což ovlivnilo zejména obchod s vínem.
Narodil se v Grand Valley ve státě Colorado. Doktorát za chemii dostal v roce 1933 na University of California v Berkeley. Tam se pak stal odborným asistentem. 30. léta 20. století strávil budováním citlivého Geigerova počítače na měření přírodní a umělé radioaktivity. Bylo mu uděleno Guggenheimovo stipendium, které využil většinou v roce 1941 na Princeton University. Po začátku druhé světové války pracoval s nositelem Nobelovy ceny, chemikem Haroldem Ureyem na projektu Manhattan (výroba první atomové bomby) na Columbia University, byl zde zodpovědný za plynovou difúzí a obohacení uranu 235.
V roce 1945 se stal profesorem na univerzitě v Chicagu. V roce 1954 byl jmenován do americké komise pro atomovou energii. V roce 1959 se stal profesorem chemie na University of California (UCLA), na tomto postu působil až do jeho odchodu do důchodu v roce 1976. Měl tu čest učit studenty prvního ročníku chemie v letech 1959 až 1963 (v souladu s univerzitní tradicí, kdy senior fakulty učí první ročník). Byl po mnoho let ředitelem celostátního institutu Geofyziky a planetární fyziky (IGPP) při University of California, včetně doby, kdy došlo k přistání na Měsíci.

V roce 1966 se podruhé oženil s Leonou Woods Marshallovou, původně experimentátorkou na prvním nukleárním reaktoru na světě, později profesorkou tvorby a ochrany životního prostředí na UCLA. Také byl u počátku prvního programu tvorby a ochrany životního prostřední na UCLA v roce 1972.

V roce 1960 se stal nositelem Nobelovy ceny za chemii jako vedoucí týmu (sestávajícího z Jamese Arnolda a Ernie Andersona, kterým byl udělen příspěvek 5 000 dolarů), který vyvinul datování pomocí uhlíku 14C.
Během svého pobytu v New York City bydlel v Leonia, New Jersey.

## Dílo
- Arnold, J.R. and W. F. Libby. "Radiocarbon from Pile Graphite; Chemical Methods for Its Concentrations", Argonne National Laboratory, United States Department of Energy (through predecessor agency the Atomic Energy Commission), (October 10, 1946).
- Libby, Willard F., Radiocarbon dating, 2d ed., University of Chicago Press, 1955.
- Libby, W. F. "Radioactive Fallout" United States Department of Energy (through predecessor agency the Atomic Energy Commission), (May 29, 1958).
- Libby, W. F. "Progress in the Use of Isotopes: The Atomic Triad - Reactors, Radioisotopes and Radiation", United States Department of Energy (through predecessor agency the Atomic Energy Commission), (August 4, 1958).
- Libby, W. F. "History of Radiocarbon Dating", Department of Chemistry and Institute of Geophysics, University of California-Los Angeles, International Atomic Energy Agency, (August 15, 1967).
- Libby, W. F. "Vulcanism and Radiocarbon Dates", University of California-Los Angeles, National Science Foundation, (October 1972).
- Libby, W. F. "Radiocarbon Dating, Memories, and Hopes", Department of Chemistry and Institute of Geophysics and Planetary Physics, University of California-Los Angeles, National Science Foundation, (October 1972).
- He also appeared in the science documentary film Target...Earth? (1980).